# Ch'iyar Qullu
Ch'iyar Qullu (aymara ch'iyar svart, qullu berg, också Chiar Kkollu, Chiar Kollu) är ett berg i Bolivia.   Det ligger i departementet La Paz, i den centrala delen av landet, 400 km nordväst om huvudstaden Sucre. Toppen på Ch'iyar Qullu är 5 089 meter över havet, eller 178 meter över den omgivande terrängen. Bredden vid basen är 1,9 km.
Terrängen runt Ch'iyar Qullu är bergig västerut, men österut är den kuperad. Trakten är glest befolkad. Närmaste större samhälle är Palca, 10,9 km söder om Cerro Chiar Kollu. 